# Kustaa Aadolf Inkeri
Kustaa Aadolf Inkeri (Laitila, 12 novembre 1908 – Turku, 16 marzo 1997) è stato un astronomo e matematico finlandese.
Laureatosi nel 1936 all'Università di Turku, lavorò per qualche anno all'osservatorio dell'università e si dedicò poi all'insegnamento. Allo scoppio della Guerra d'inverno raggiunse il fronte al comando di una compagnia, per poi divenire un ufficiale di collegamento. Finita la guerra tornò al proprio impiego da insegnante e nel 1946 ottenne il dottorato con una tesi sull'Ultimo teorema di Fermat. Nel 1947 divenne assistente e nel 1950 professore all'Università di Turku dove istituì l'istituto di matematica di cui fu a capo fino al suo pensionamento avvenuto nel 1972. 
Dal 1951 fu membro dell'Accademia finlandese delle scienze.
Gli studi di Inkeri si concentrarono nella teoria dei numeri in particolare sull'ultimo teorema di Fermat, la congettura di Catalan, i test di primalità, l'approssimazione diofantea e la classe di numeri dei corpi ciclotomici.
Il Minor Planet Center gli accredita la scoperta dell'asteroide 1425 Tuorla effettuata il 3 aprile 1937.